# Federazione degli Emirati Arabi del Sud
La Federazione degli Emirati Arabi del Sud (in arabo: اتحاد إمارات الجنوب العربي) era un'organizzazione di stati sotto la protezione del Regno Unito all'interno del Protettorato di Aden, nella zona che poi sarebbe diventata parte della Repubblica Democratica Popolare dello Yemen. La Federazione di sei stati fu inaugurata l'11 febbraio 1959 con la firma di un "Trattato di amicizia e protezione", che indicava i piani di assistenza finanziaria e militare britannico. Successivamente si sono aggiunti nove stati e, il 4 aprile 1962, ha preso il nome di Federazione dell'Arabia Meridionale. La colonia di Aden cessò di esistere il 18 gennaio 1963.

## Membri fondatori
- Sultanato di Fadhli
- Sultanato di Audhali
- Emirato di Beihan
- Emirato di Dhala
- Sultanato di Yafa Inferiore
- Sceiccato di Aulaqi Superiore

## Membri che hanno aderito in seguito
- Sceiccato di Alawi
- Sceiccato di Aqrabi
- Sceiccato di Dathina
- Sultanato di Haushabi
- Sultanato di Lahej
- Sultanato di Aulaqi Inferiore
- Sceiccato di Muflahi
- Sceiccato di Shaib
- Sultanato di Balhaf